# 1900-talet

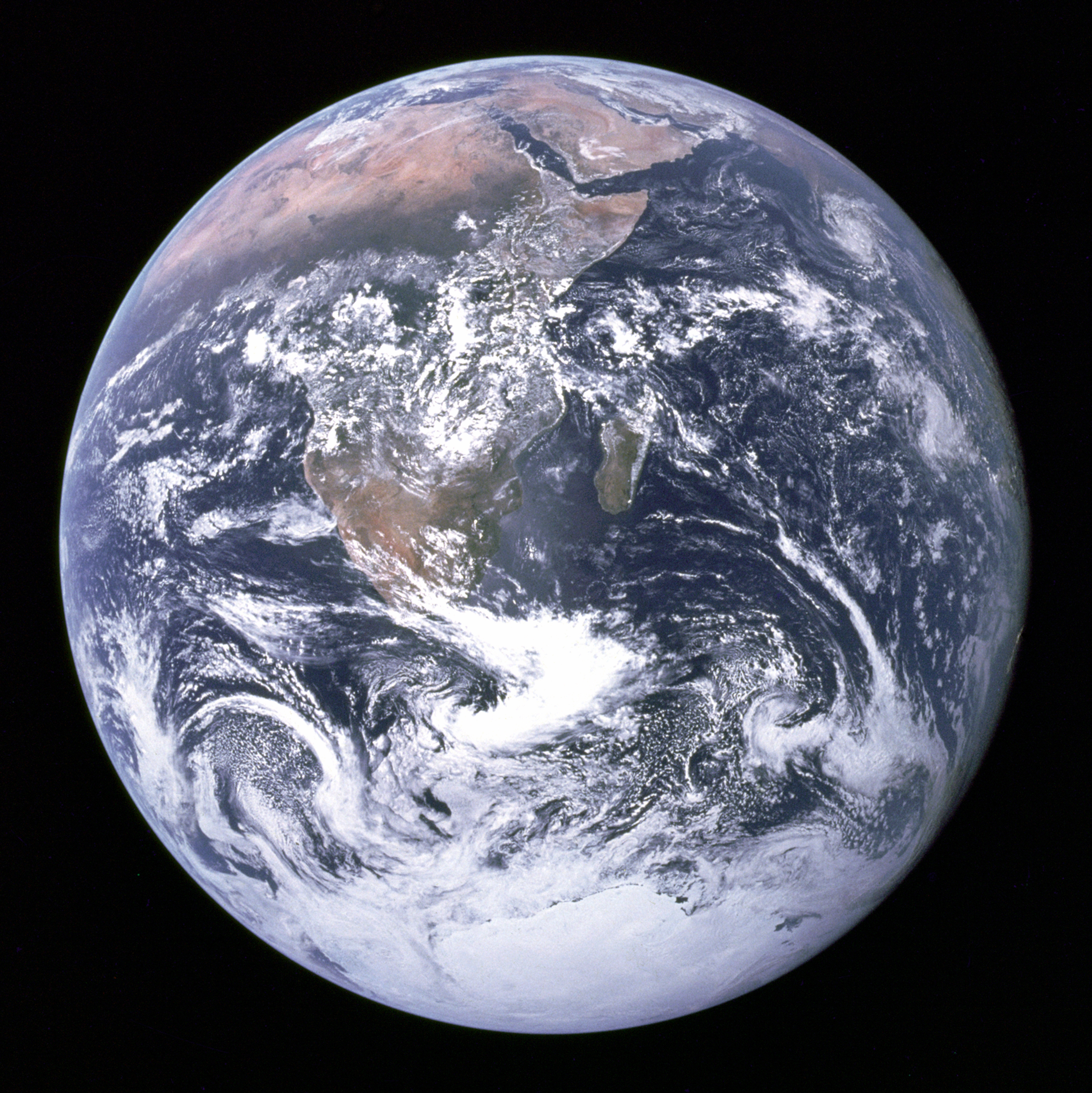
Jorden sedd från Apollo 17. För första gången i mänsklighetens historia får vi nu se jorden utifrån. Det leder bland annat till en ökad medvetenhet om att jorden har begränsade naturresurser.

1900-talet började 1 januari 1900 och slutade 31 december 1999. Historiker gör ofta åtskillnad mellan ett politiskt "kort 1900-tal" som sträcker sig från 1914 till 1991 och ett ekonomiskt och "långt 1900-tal". Det senare avser då den expansionscykel under vilken USA börjar etablera sig som världsmakt tills denna process var fullbordad och landet – enligt vissa – började kollapsa under sin egen tyngd.
Århundradet upplevde en anmärkningsvärd förändring i många människors levnadssätt, som ett resultat av tekniska, medicinska, sociala, ideologiska, och politiska förnyelser. Troligen gjordes fler tekniska framsteg i perioden efter första världskriget än den totala summan av teknisk utveckling än i något annat århundrade innan den industriella revolutionen. Termer som ideologi, världskrig, folkmord, och kärnvapenkrig började användas.
Perioden såg radikala ändringar i nästan varje del av mänskliga bemödanden. Vetenskapliga upptäckter, såsom relativitetsteorin och kvantfysik ändrade drastiskt forskares världssyn, och fick dem att inse att universum var mycket mer invecklat än de tidigare hade trott, och grusade förhoppningarna vid slutet av 1800-talet att de sista få detaljerna om vetenskap skulle fyllas in.
Ökande vetenskaplig förståelse, bättre kommunikationer, och snabbare transporter, förvandlade världen under dessa hundra år mycket snabbare än någon gång tidigare. Det var ett sekel som började med ångfartyg och slutade med rymdfärjan. Hästar och andra packdjur, västvärldens ursprungliga form av persontransport under tusentals år, ersattes med bilar inom loppet av några årtionden. Dessa utvecklingar gjordes möjliga med hjälp av den storskaliga exploateringen av petroleumresurser, som erbjöd stora mängder energi i en lätt bärbar och förvaringsbar flytande form, men vållade också utbredda bekymmer om föroreningar och en långtidsverkan på miljön. Mänskligheten utforskade rymden för första gången, och tog till och med sina första steg på månen.